# Epionitis
Epionitis là một chi bọ cánh cứng thuộc họ Scarabaeidae.